# Championnat de France de rugby à XIII de 2e division 2019-2020
Navigation
Édition précédente Édition suivante
Le Championnat de France de rugby à XIII d'Élite 2 2019-20 ou Élite 2 2019-2020 oppose pour la saison 2019-2020 les meilleures équipes françaises de rugby à XIII de seconde division au nombre d'onze, initialement du 28 septembre 2019 au 7 juin 2020.
Cette édition, d'abord suspendue courant mars, est finalement annulée par la Fédération française de rugby à XIII, le 15 avril 2020, en raison de la pandémie de maladie à coronavirus. Par conséquent, le titre n'est pas attribué et la saison est officiellement considérée comme "blanche", selon l'instance fédérale.

## Liste des équipes en compétition
| Baho Carpentras Entraigues Ille-sur-Têt Lescure-Arthès Lyon-Villeurbanne Pia Salon-de-Provence Toulon Villefranche Villegailhenc |

Les clubs de Ferrals-les-Corbières et de Villeneuve-Minervois quittent la seconde division pour descendre d'un échelon, à l'inverse Ille-sur-Têt monte d'une division pour disputer l'Elite 2.
| Club                     |
| ------------------------ |
| Baho                     |
| Carpentras               |
| Entraigues-sur-la-Sorgue |
| Ille-sur-Têt             |
| Lescure-Arthes           |
| Lyon-Villeurbanne        |
| Pia                      |
| Salon-de-Provence        |
| Toulon                   |
| Villefranche-de-Rouergue |
| Villegailhenc            |

### Classement de la première phase
| Rang | Club              | J | V | N | D | Bo | Bd | Pm  | Pe  | Diff | Pts |
| ---- | ----------------- | - | - | - | - | -- | -- | --- | --- | ---- | --- |
| 1    | Villefranche      | 8 | 6 | 0 | 2 | 0  | 2  | 256 | 119 | +137 | 20  |
| 2    | Ille-sur-Têt      | 7 | 5 | 0 | 2 | 0  | 1  | 218 | 130 | +88  | 16  |
| 3    | Pia               | 6 | 5 | 0 | 1 | 0  | 1  | 164 | 118 | +46  | 16  |
| 4    | Carpentras        | 7 | 5 | 0 | 2 | 0  | 1  | 171 | 155 | +16  | 16  |
| 5    | Villegailhenc     | 7 | 4 | 0 | 3 | 0  | 3  | 218 | 143 | +75  | 15  |
| 6    | Baho              | 8 | 3 | 0 | 5 | 0  | 4  | 174 | 198 | -24  | 13  |
| 7    | Entraigues        | 7 | 3 | 0 | 4 | 0  | 3  | 163 | 166 | -3   | 12  |
| 8    | Lescure-Arthès    | 7 | 3 | 0 | 4 | 0  | 1  | 175 | 175 | 0    | 10  |
| 9    | Salon-de-Provence | 7 | 3 | 0 | 4 | 0  | 0  | 202 | 199 | +3   | 9   |
| 10   | Toulon            | 6 | 1 | 0 | 5 | 0  | 1  | 106 | 226 | -120 | 4   |
| 11   | Lyon-Villeurbanne | 9 | 1 | 0 | 8 | 0  | 1  | 114 | 332 | -218 | 4   |

|  | Qualifiés pour les demi-finales                      |
|  | Qualifiés pour les barrages d'accès aux demi-finales |

Attribution des points : victoire : 3, défaite par 12 points d'écart ou moins : 1 (point bonus), défaite par plus de 12 points d'écart : 0.
En cas d'égalité du nombre de points de classement, c'est la différence de points générale.

### Phase finale
|  | Quarts-de-finale 16-17 mai 2020 | Quarts-de-finale 16-17 mai 2020 |  |  | Demi-finales 23-24 mai 2020 | Demi-finales 23-24 mai 2020 |  |  | Finale 6-7 juin 2020 | Finale 6-7 juin 2020 |
|  | Quarts-de-finale 16-17 mai 2020 | Quarts-de-finale 16-17 mai 2020 |  |  | Demi-finales 23-24 mai 2020 | Demi-finales 23-24 mai 2020 |  |  | Finale 6-7 juin 2020 | Finale 6-7 juin 2020 |
|  |                                 |                                 |  |  |                             |                             |  |  |                      |                      |
|  |                                 |                                 |  |  |                             |                             |  |  |                      |                      |
|  |                                 |                                 |  |  |                             |                             |  |  |                      |                      |
|  |                                 |                                 |  |  |                             |                             |  |  |                      |                      |
|  |                                 |                                 |  |  |                             |                             |  |  |                      |                      |
|  |                                 |                                 |  |  |                             |                             |  |  |                      |                      |
|  |                                 |                                 |  |  |                             |                             |  |  |                      |                      |
|  |                                 |                                 |  |  |                             |                             |  |  |                      |                      |
|  |                                 |                                 |  |  |                             |                             |  |  |                      |                      |
|  |                                 |                                 |  |  |                             |                             |  |  |                      |                      |
|  |                                 |                                 |  |  |                             |                             |  |  |                      |                      |
|  |                                 |                                 |  |  |                             |                             |  |  |                      |                      |
|  |                                 |                                 |  |  |                             |                             |  |  |                      |                      |
|  |                                 |                                 |  |  |                             |                             |  |  |                      |                      |
|  |                                 |                                 |  |  |                             |                             |  |  |                      |                      |

### Finale
(mt : -)
Points marqués :
Évolution du score : 
Arbitre : 
Spectateurs : 

## Médias
Certaines rencontres sont commentées en direct sur radio Marseillette. Selon leur pratique, les publications britanniques Rugby League World (mensuel) et Rugby Leaguer&League Express (hebdomadaire) couvrent également le championnat.
Les journaux régionaux L'Indépendant et la Dépêche du Midi suivent également la compétition, le fait qu'ils soient bien souvent compris dans les offres d'abonnement « presse  » des fournisseurs d'accès d'internet ou des opérateurs mobiles (kiosque sur smartphone) leur donnant la possibilité d'être lus au-delà de leurs régions d'origine. Le magazine australien Rugby League Review devait également suivre le championnat, a minima en en donnant les résultats. 
Midi Libre devrait, selon son habitude, seulement indiquer les résultats du championnat chaque lundi, de même que Midi Olympique.  
Le site internet Treize Mondial devrait quant à lui suivre en détail ce championnat, et le magazine Planète XIII y faire de larges références au cours de la saison. 